# Maximilian Steinbauer
Maximilian Steinbauer (* 29. April 2001 in Berlin) ist ein deutsch-thailändischer Fußballspieler.

## Karriere

### Verein
Maximilian Steinbauer begann seine Karriere in den Jugendmannschaften von BSC Eintracht Südring und den Reinickendorfer Füchsen, ehe er zum 1. FC Union Berlin wechselte. Dort spielte er unter anderem zwei Jahre in der B-Junioren-Bundesliga und erzielte in 49 Partien einen Treffer. Von 2018 bis 2020 war er in der U-19 des FC Viktoria 1889 Berlin aktiv. Hier absolvierte er 36 Regionalligaspiele und traf dabei zwei Mal. Anschließend unterschrieb er einen Vertrag bei Tennis Borussia Berlin in der viertklassigen Regionalliga Nordost und kam hier bis zur coronabedingten Zwangspause auf acht Einsätze in der Liga und zwei im Berliner Landespokal, wo er in der 2. Runde beim Spiel gegen den SV Lichtenberg 47 den 2:1-Siegtreffer in der 85. Minute erzielen konnte. Am 5. Januar 2021 gab dann der thailändische Erstligist Muangthong United die Verpflichtung des Innenverteidigers mit Vertragslaufzeit bis 2022 bekannt. In seiner ersten Saison bei Muangthong kam er nicht zum Einsatz. Im Juli 2021 wechselte er zum Zweitligisten Sukhothai FC. Am Ende der Saison 2021/22 feierte er mit dem Verein aus Sukhothai die Vizemeisterschaft und den Aufstieg in die erste Liga. Für Sukhothai bestritt er insgesamt 34 Ligaspiele. Im Sommer 2023 wurde sein Vertrag nicht verlängert.

### Nationalmannschaft
Maximilian Steinbauer debütierte am 22. März 2023 in der thailändischen U23-Mannschaft. Hier kam er in einem Freundschaftsspiel gegen Saudi-Arabien zum Einsatz. Bei dem 2:2-Unentschieden wurde er in der 65. Minute wurde er für Bukkoree Lemdee eingewechselt.

## Erfolge
Sukhothai FC
- Thailändischer Zweitligavizemeister: 2021/22  ▲

## Sonstiges
Maximilian Steinbauer ist Sohn eines Deutschen und einer Thailänderin. Daher könnte er wegen seiner doppelten Staatsbürgerschaft Länderspiele für beide Nationen absolvieren.